# Sven Bergman (jurist)
Sven Gustaf Tore Bergman, född den 19 oktober 1924 i Östersund, död den 1 februari 2018 i Storå, Guldsmedshyttans distrikt, var en svensk jurist.
Bergman avlade studentexamen i Motala 1944 och juris kandidatexamen vid Lunds universitet 1950. Han genomförde tingstjänstgöring i Sunnerbo domsaga 1950–1953. Bergman blev fiskal i Göta hovrätt 1954, tingssekreterare i Norra och Södra Vedbo domsaga 1956, assessor i Örebro rådhusrätt 1959 och tingsdomare i Lindes och Nora domsaga 1965. Han var lagman i Svegs tingsrätt 1971–1983 och i Enköpings tingsrätt 1983–1990.